# Мануел Барбоза
Мануел Барбоза (порт. Manuel Barbosa, нар. 26 лютого 1951, Віла-Нова-де-Гая) — португальський футболіст, що грав на позиції півзахисника за «Боавішту».
По завершенні ігрової кар'єри — тренер.

## Ігрова кар'єра
У дорослому футболі дебютував 1969 року виступами за команду «Боавішта», кольори якої і захищав протягом усієї своєї кар'єри гравця, що тривала цілих п'ятнадцять років. Більшість часу, проведеного у складі «Боавішти», був основним гравцем команди. За цей час тричі виборював титул володаря Кубка Португалії.

## Кар'єра тренера
Розпочав тренерську кар'єру відразу ж по завершенні кар'єри гравця, 1983 року, очоливши тренерський штаб клубу «Боавішта».
У 1989 році став головним тренером команди «Боавішта», тренував клуб з Порту один рік.
Протягом тренерської кар'єри також очолював команди «Авеш», «Пенафіел», «Фелгейраш», «Шавіш», «Лейшойнш», «Олівейренсі», «Академіку» (Візеу) та «Марку», а також входив до тренерського штабу клубу «Боавішта».
Наразі останнім місцем тренерської роботи був клуб «Шаньдун Лунен», головним тренером команди якого Мануел Барбоза був протягом 2011 року.

## Титули і досягнення
- Володар Кубка Португалії (3):

«Боавішта»: 1974-1975, 1975-1976, 1978-1979